# Anasa
Anasa es un género de insectos hemípteros de la familia Coreidae. Es un género neotropical que se extiende hasta Canadá. Se alimentan de plantas de la familia Cucurbitaceae (zapallos, calabazas, etc.).
Hay 75 especies descritas en el género. Algunas especies a continuaciónː

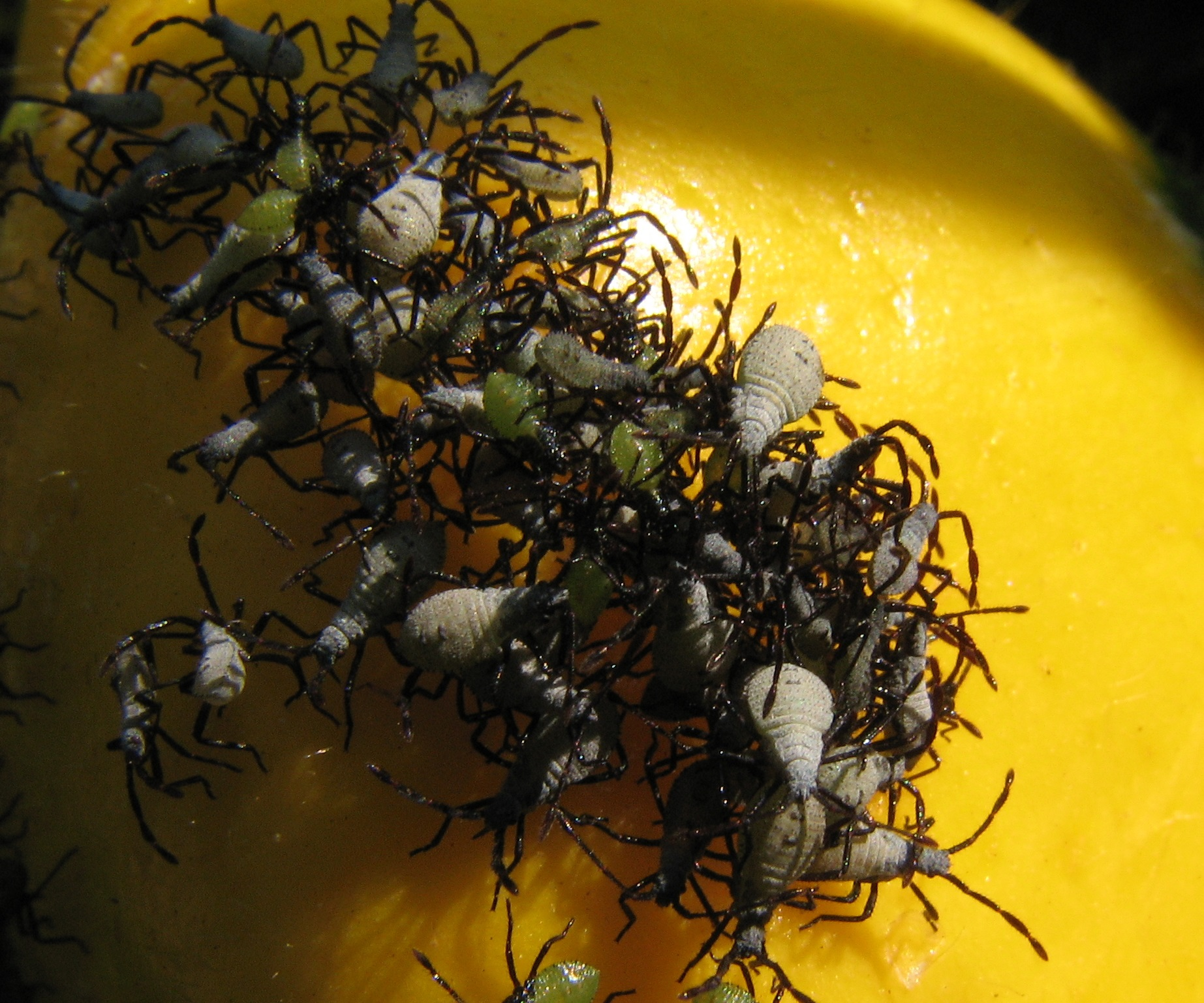
Anasa tristis ninfas de varios estadios en zapallo

- A. andresii
- A. armigera
- A. bellator
- A. cornuta
- A. maculipes
- A. repetita
- A. scorbutica
- A. tristis
- A. uhleri